# Chiesa dei Santi Giovanni Battista e Giovanni Evangelista (Vilnius)
La chiesa dei Santi Giovanni Battista e Giovanni Evangelista (in lituano Vilniaus Šv. Jono Krikštytojo ir Šv. Jono apaštalo ir evangelisto bažnyčia) si trova nella città vecchia di Vilnius, la capitale della Lituania e rientra nel complesso architettonico dell'Università di Vilnius. Sin da quando era operativa la scuola dei Gesuiti, professori e studenti pregavano qui e i teologi di Vilnius erano soliti tenere sermoni. La piazza antistante ha ospitato nei secoli spettacoli ed eventi storici, tra cui il saluto ai nuovi sovrani.

## Storia
La chiesa, dedicata sia a San Giovanni Battista che a San Giovanni Evangelista, fu realizzata nel 1388-1426 e ricostruita nei secoli XVI e XVII. La torre, separata dalla struttura centrale, risale al XVI secolo. Dopo l'incendio del 1737, tra il 1738 e il 1748, l'architetto Johann Christoph Glaubitz ricostruì completamente l'edificio in stile tardo barocco. Durante la ricostruzione del 1827-1828, l'architetto Karol Podczaszynski soppresse la maggior parte dei sontuosi interni barocchi: mentre quasi 3.000 carri pieni di porzioni degli altari, di sculture e di stucchi giungevano in una destinazione per riutilizzare il materiale adoperato nella costruzione, tale sorte non toccò le cappelle, se non in maniera minore. Durante la prima occupazione sovietica la chiesa fu chiusa e gravemente danneggiata. Durante la parentesi nazista, il reverendo Alfonsas Lipniūnas, in seguito imprigionato dai nazisti nel campo di concentramento di Stutthof dove morì, pronunciò sermoni volti ad aizzare la popolazione contro i tedeschi nella chiesa. Nel 1979 è stato fondato in loco un museo universitario, mentre nel 1991 la chiesa è stata restituita ai suoi parrocchiani. Durante la sua visita in Lituania nel 1993, papa Giovanni Paolo II tenne un incontro con alcuni intellettuali nell'edificio religioso: oggi ospita talvolta concerti.

## Architettura
La disposizione della chiesa dei Santi Giovanni riflette ancora la sua struttura gotica originale: si tratta di una chiesa a sala di 28 x 69 metri con tre navate e sette cappelle asimmetriche. La torre, composta da 5 porzioni gradualmente decrescenti, è l'edificio più alto del centro storico di Vilnius (69 metri). Il fulcro centrale dell'interno della chiesa è una composizione di 10 altari non connessi del presbiterio, unici per le loro caratteristiche estetiche in Lituania e nei Paesi baltici (prima dei lavori di demolizione di Pdczaszynski se ne contavano 22 altari tra presbiterio e navate). Gli altari sono posizionati a semicerchio, su piani e livelli variabili, e la luce li illumina attraverso le finestre gotiche del presbiterio. Sono abbondantemente decorate con dipinti e sculture. L'organo della chiesa era il più famoso della Lituania, ma in epoca sovietica fu distrutto: oggi, grazie a un attento lavoro degli studiosi, è stato restaurato cercando di riproporre lo schema originale. Nella navata centrale ai pilastri si trovano 18 sculture, 12 delle quali rappresentano vari santi che portano il nome di Giovanni. Tutti gli affreschi della chiesa risalgono al XVIII secolo e sono stati scoperti e restaurati negli anni '70. La chiesa contiene molti monumenti commemorativi dedicati tra gli altri a Konstantinas Sirvydas (scultura realizzata da Juozas Kėdainis nel 1979), Adam Mickiewicz (Piotr Stryjenski e Marceli Gujski, 1899) e Simonas Daukantas (Gediminas Jokūbonis, 1979).

## Galleria d'immagini

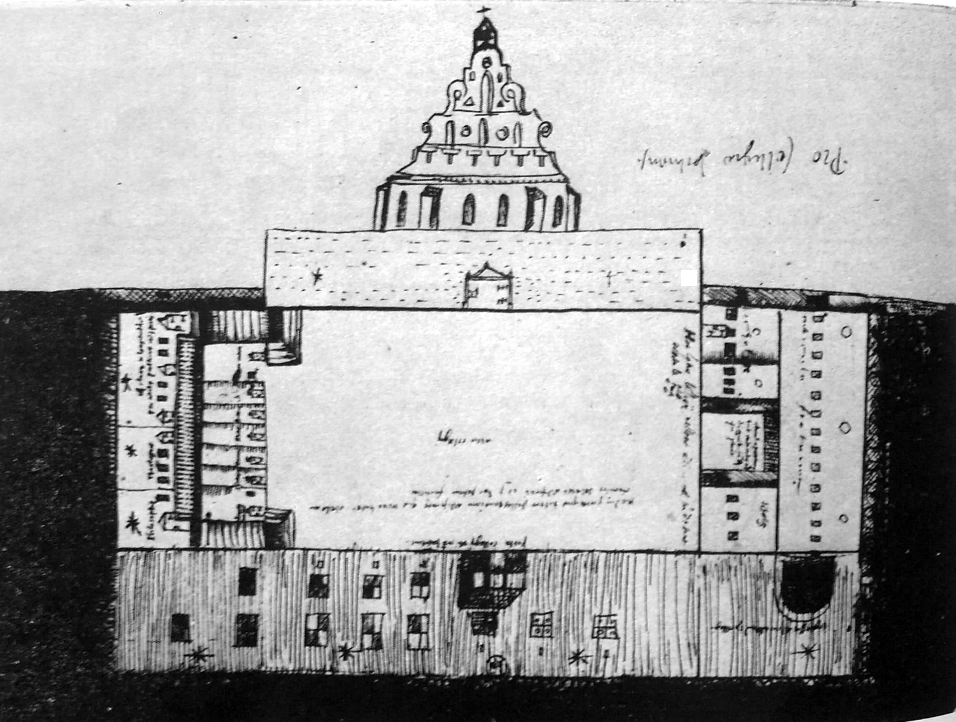
La chiesa dei Santi Giovanni a Vilnius nell'anno 1582
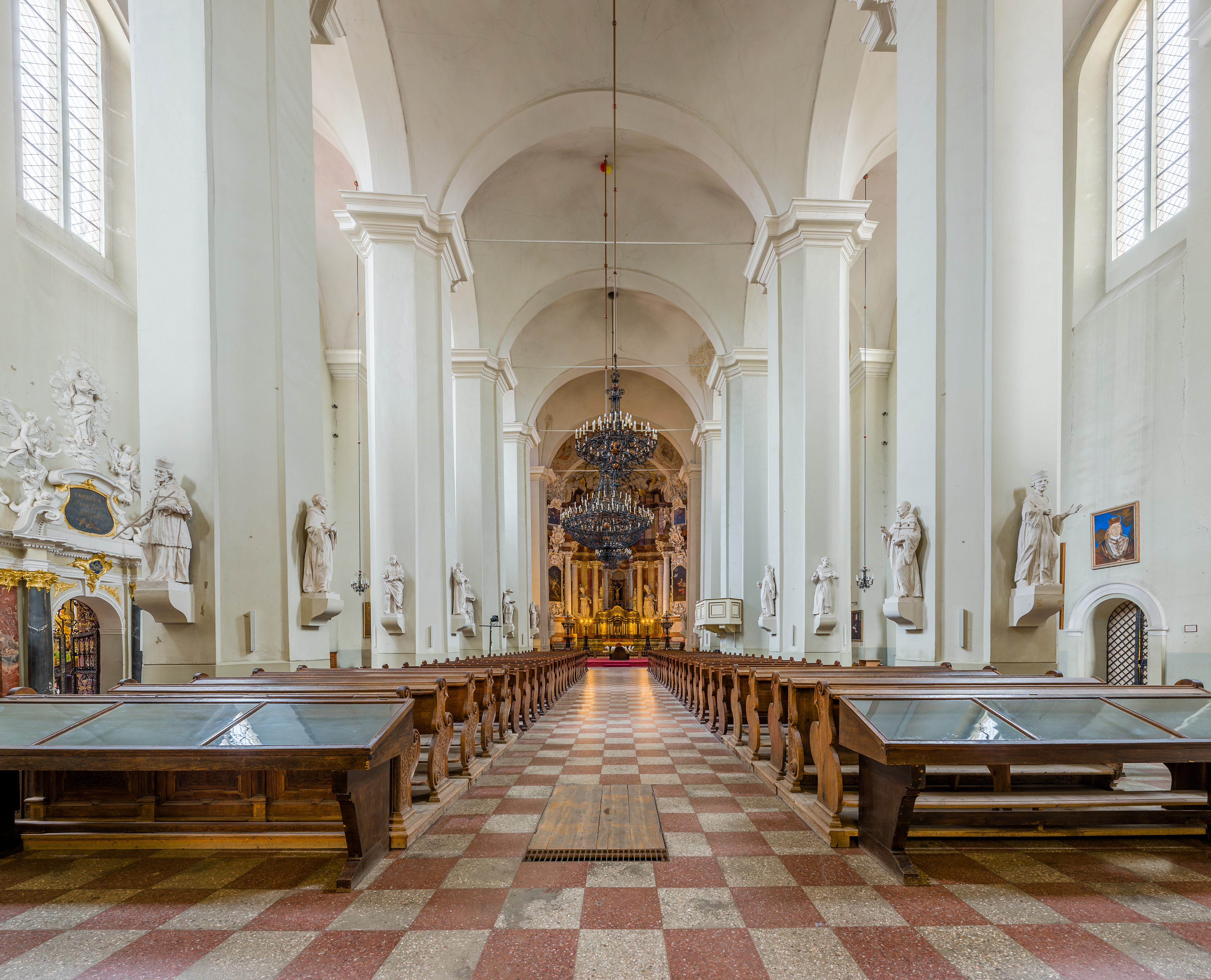
Interni
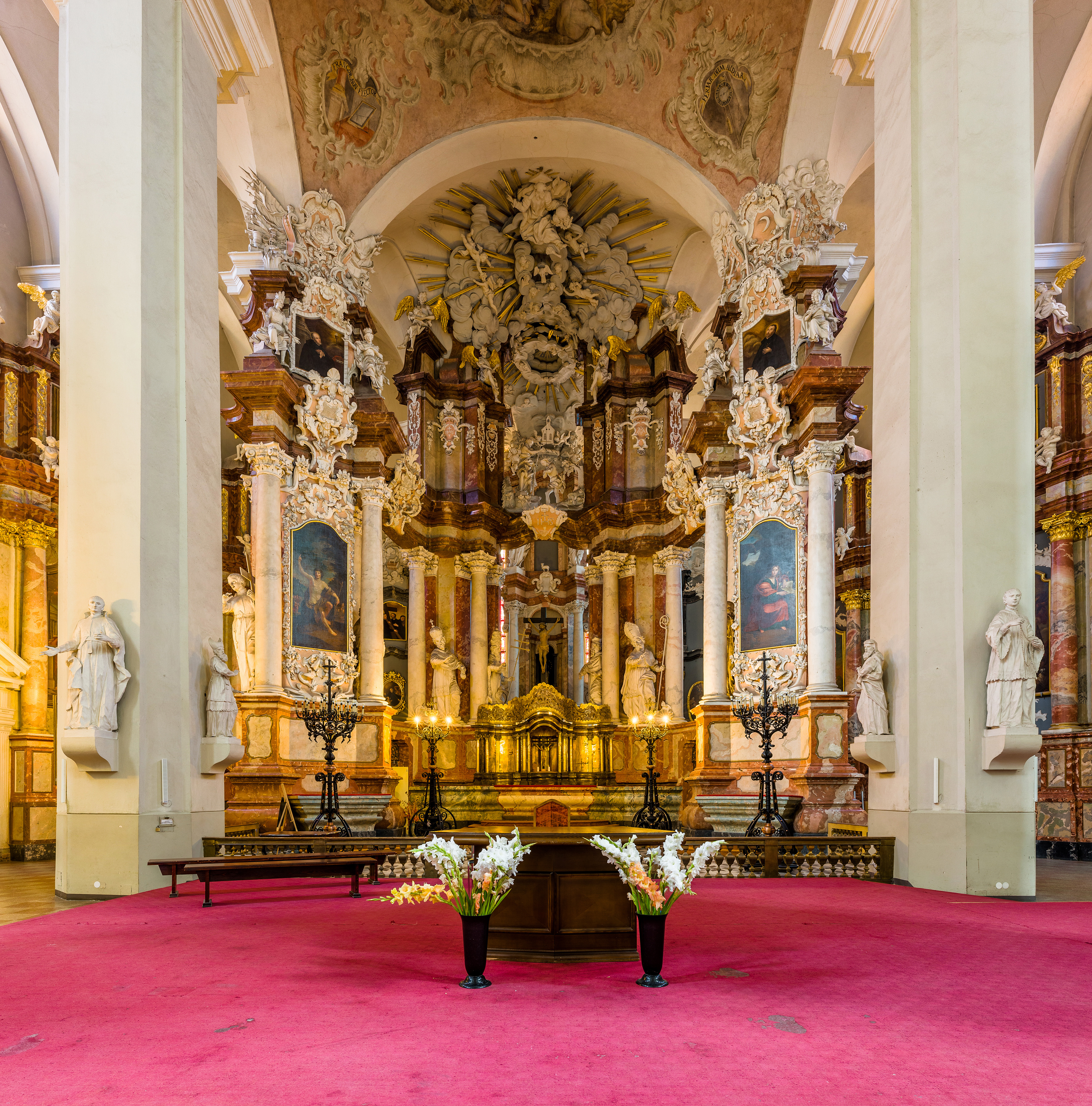
Altare principale
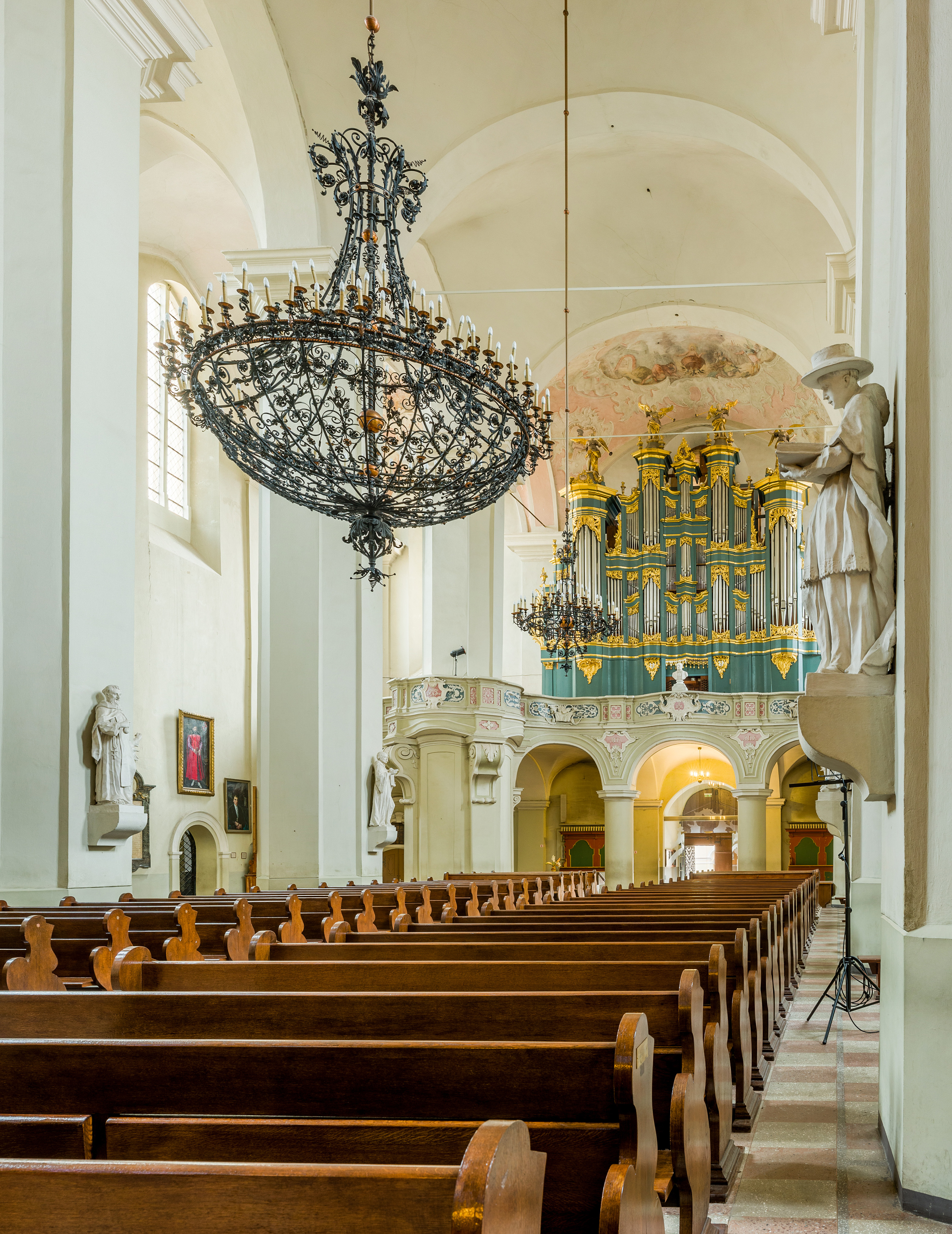
L'imponente organo presente nell'edificio religioso come ricostruito